# Lirceolus cocytus
Lirceolus cocytus és una espècie de crustaci isòpode pertanyent a la família dels asèl·lids.
- Fa 4 mm de llargària total i manca d'ulls i de pigments.[6][7]

Es troba als corrents d'aigua dolça de Phantom Cave Spring (el comtat de Jeff Davis, Texas, els Estats Units) i de la cova Sótano de Amezcua (Coahuila de Zaragoza, Mèxic).